# François Desjardins
Pour les articles homonymes, voir Desjardins.
François Desjardins a été président et chef de la direction de la Banque Laurentienne de 2015 à 2020 .

## Biographie
François Desjardins a commencé sa carrière à la Banque Laurentienne en 1991 dans le réseau de succursales où il a occupé différents postes dans les opérations  avant de gravir les échelons et accéder à des postes de gestion. 
Il a fait sa marque comme dirigeant du Centre télébancaire, dont il a occupé la vice-présidence à compter de 1999. En 2004, il a été nommé président et chef de la direction de B2B Banque (anciennement B2B Trust) et en 2006, il est devenu vice-président exécutif de la Banque Laurentienne.
Desjardins a reçu un baccalauréat en administration des affaires de HEC Montréal.

## Distinction
En 2013 et 2014, Desjardins figure parmi les personnes les plus influentes du milieu financier québécois, selon le magazine Finance et Investissement.
En juin 2010, Desjardins est reconnu parmi les 40 Canadiens performants de moins de 40 ans, une reconnaissance du travail de gens exceptionnels âgés de moins de 40 ans.
En 2007, Desjardins a été reçu le prix Arista dans la catégorie Jeune cadre du Québec, décerné par la Jeune Chambre de commerce de Montréal.